# Khachatur Abovian
Khachatur Abovian (Խաչատուր Աբովյան; 15 de outubro de 1809 — 14 de abril de 1848) foi um escritor e figura histórica da Armênia do início do século XIX. Foi um educador, poeta e um defensor da modernização. Reputado como o pai da literatura moderna armênia, é lembrado por seu romance Wounds of Armenia escrito em 1841 e publicado postumamente em 1858; foi o primeiro romance publicado na língua armênia moderna utilizando o dialeto oriental ao invés do clássico.
Nenhuma de suas obras foram publicadas enquanto vivo. Apenas depois do estabelecimento da Armênia Soviética seu trabalho foi divulgado e reconhecido. Abovian é considerado uma das mais importante figuras não só para a literatura armênia mas, também, para o legado do país em geral.